# 9A busz (Tata)
A tatai 9A jelzésű autóbusz az Újhegy, Buszforduló és a Vasútállomás között közlekedik. A járat csak ebben az irányban közlekedik. A járat a nyári tanszünetben nem közlekedik. A viszonylatot a MÁV Személyszállítási Zrt. üzemelteti.

## Története
A viszonylatot a Volánbusz hozta létre 2023. március 4-én.
2025. június 21-étől augusztus 31-ig nem közlekedik a nyári menetrend miatt.

## Útvonala
| Vasútállomás felé |
| --- |
| Újhegy, Buszforduló – Benczúr Gyula út – Újhegyi utca – Tavasz utca – Güntner Kft. – Tavasz utca – Szomódi út – 11 136 – – Bacsó Béla utca – Gesztenye fasor – Vasútállomás |

## Megállóhelyei
Mivel a járat a nyári tanszünetben nem közlekedik, így az átszállási kapcsolatoknál a tanév közben érvényes menetrend szerint van feltüntetve.
| 0  | Újhegy, Buszforduló Induló állomás | 8, 8B, 9, 9M                                                                           |
| 2  | Tavasz utca                        | 8, 9, 9M                                                                               |
| 4  | Juharfa utca                       | 8, 9, 9M                                                                               |
| 5  | Güntner Kft. (Tavasz utca)         | 8, 9, 9M                                                                               |
| 8  | Laktanya                           | 9, 9M 804, 814, 8462, 8467, 8479, 8700, 8706                                           |
| 10 | Vasútállomás Végállomás            | 1, 1M, 1R, 1T, 2, 4, 4T, 6, 6T, 9, 9M 8462, 8706 S10 G10 IC, gyorsvonat, expresszvonat |

## Külső hivatkozások
- Vonalhálózati térképek. Volánbusz. (Hozzáférés: 2024. július 29.)
- Vonalhálózati térképek. MÁV-csoport. (Hozzáférés: 2025. április 22.)